# Lloyd Osbourne

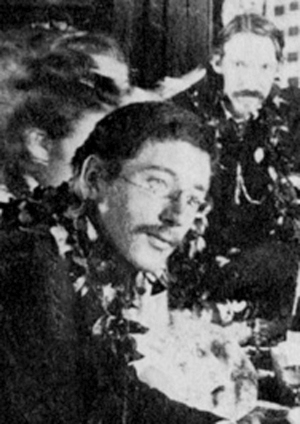
Lloyd Osbourne (z Robertem Louisem Stevensonem w tle) na lūʻau zorganizowanym przez króla Kalākauę (Honolulu, 1884)

Samuel Lloyd Osbourne (ur. 7 kwietnia 1868, zm. 22 maja 1947) – amerykański pisarz, pasierb szkockiego pisarza Roberta Louisa Stevensona.
Osbourne urodził się w San Francisco. Matka, Fanny Vandegrift, po porzuceniu męża przeniosła się do Paryża, gdzie poznała Stevensona, z którym wzięła ślub w 1880. Lloyd Osbourne podjął studia inżynierskie na Uniwersytecie Edynburskim, wziął również udział w wyjeździe Stevensona na Samoa. 
Zabawa z mapą wymyślonej wyspy stała się inspiracją do napisania przez Stevensona Wyspy skarbów.
Lloyd Osbourne był współautorem trzech powieści ojczyma: Bagaż nie z tej ziemi (The Wrong Box), The Ebb-Tide, The Wrecker.